# PsycoSide
PsycoSide è un doppio singolo collaborativo del rapper Side Baby e del gruppo musicale italiano Psicologi, pubblicato il 12 dicembre 2019.

## Tracce
1. Non mi fido – 3:13
2. Guidando forte – 3:48